# 960-е годы
960-е (девятьсо́т шестидеся́тые) го́ды по юлианскому календарю — промежуток времени с 1 января 960 года по 31 декабря 969 года, включающий 960 год 6-го десятилетия   и с 961 по 969 годы    7-го десятилетия X века 1-го тысячелетия.  Они закончились 1056 лет назад.

## Важнейшие события
- Империя Сун (960—1279).
- Образовано древнепольское государство. Правление Мешко I (960—992). Крещение Польши (966).
- Священная Римская империя (962—1806; Оттон I).
- Восточный поход Святослава[1][2] (965/969). Разгром Хазарского каганата (650—969). Осада Киева печенегами (968).
- Смерть княгини Ольги (11 июля 969 года)
- 969 — Начало правления Бориса II в Болгарском царстве.